# Palmetă

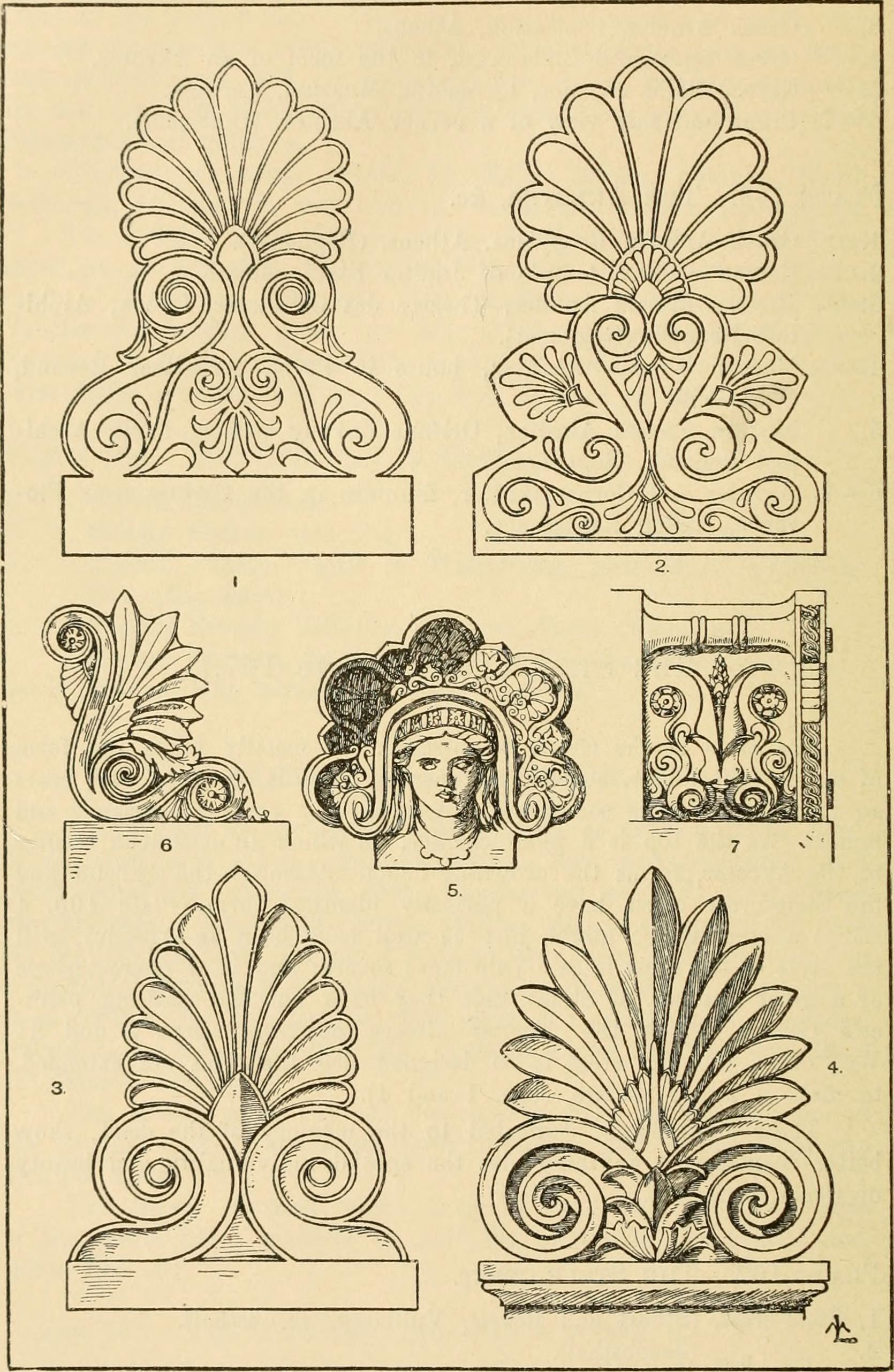
Pagină în care apar diverse ilustrații de palmete, din A Handbook of Ornament (Un Manual al Ornamentelor) de Franz Meyer (1898)

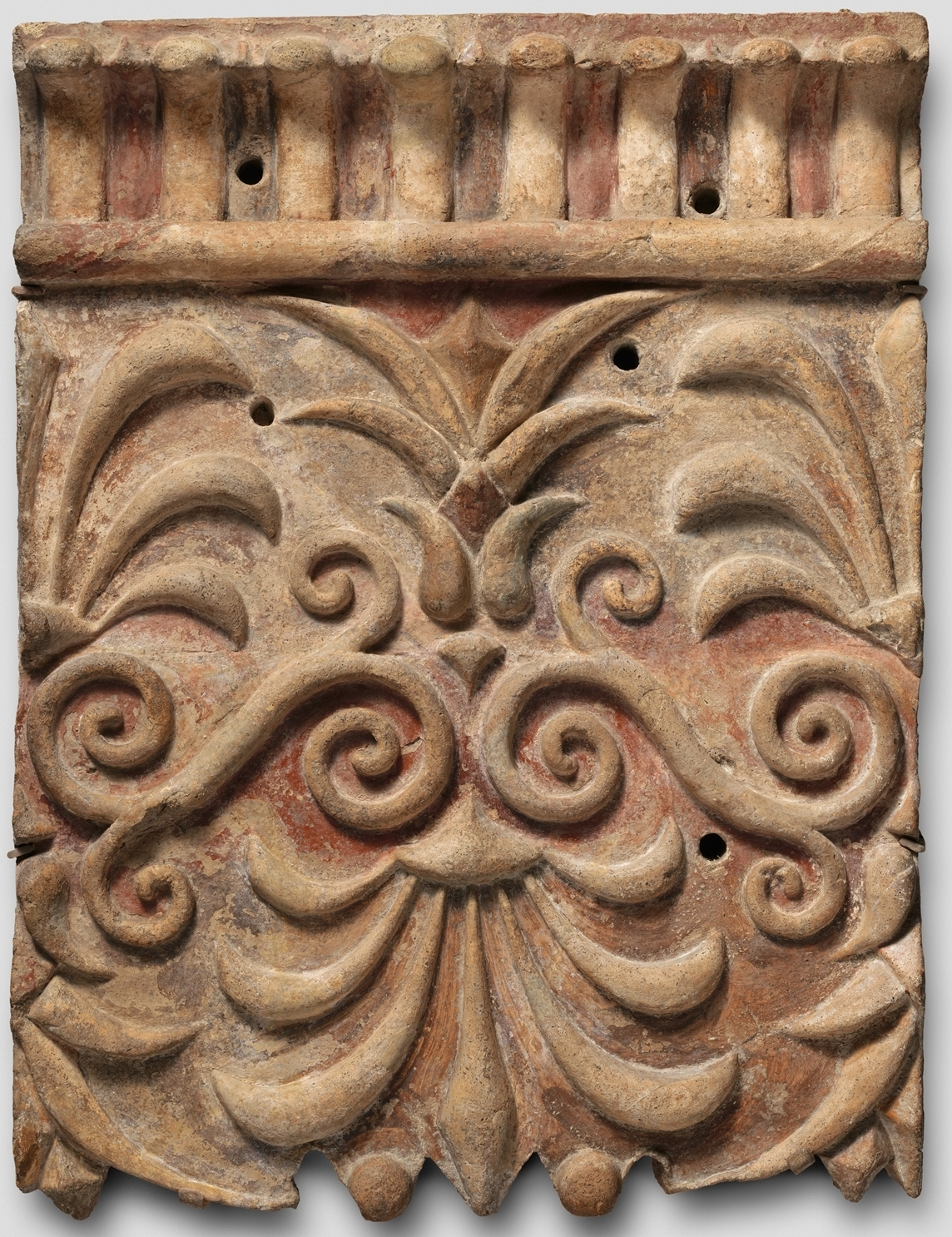
Placă arhitecturală etruscă cu palmete, din secolul al IV-lea târziu î.Hr., teracotă pictată, în Muzeul Metropolitan de Artă (New York City)

Palmeta este un motiv în arta decorativă care, în expresia sa cea mai caracteristică, seamănă cu frunzele în formă de evantai ale unui palmier.  Are o istorie de anvergură, originară din Egiptul Antic, cu o dezvoltare ulterioară prin arta majorității Eurasiei, de obicei în forme care seamănă relativ puțin cu originalul.  În folosirile grecești și romane antice e cunoscută și sub numele de anthemion (din greacă ανθέμιον, o floare). Se găsește în majoritatea mediilor artistice, dar mai ales ca ornament arhitectural, fie sculptată, fie pictată, sau pictată pe ceramică.  Este foarte des o componentă a proiectării unei frize sau a unei margini.  Evoluția complexă a palmetei a fost urmărită pentru prima dată de Alois Riegl în Stilfragen din 1893. Semipalmeta, împărțită pe verticală, e, de asemenea, un motiv foarte comun, întâlnit în multe forme modificate și vestigiale, și deosebit de important în dezvoltarea volutelor vegetale care compun arabescurile.

## Descriere
Esența paletei e un grup simetric de „frunze” răspândite care se întind dintr-o singură bază, lărgindu-se în mod normal pe măsură ce ies, înainte de a se termina cu un vârf ascuțit rotunjit sau destul de contondent.  Poate să existe o frondă centrală care e mai mare decât restul.  Numărul de frunze e variabil, dar de obicei sunt între cinci și aproximativ cincisprezece.
În designul de margine repetat denumit în mod obișnuit himion, frunzele de palmier seamănă mai mult cu niște petale de caprifoi, ca și cum ar fi concepute ca să atragă insectele fertilizante. Unii compară forma cu o mână hamsa deschisă - explicând caracterul comun și derivarea „palmei” mâinii.
În unele forme ale motivului, volutele seamănă cu o pereche de ochi, ca cele de pe harmika stupei tibetane sau nepaleze, iar ochii și discul solar de pe coroana stelelor egiptene.
În unele variante, trăsăturile unei fețe mai complet dezvoltate devin discernibile în palmetă însăși, în timp ce în anumite folosiri arhitecturale, de obicei la capul pilaștrilor sau al hermelor, evantaiul frunzelor de palmier se transformă într-o față masculină sau feminină și  volutele apar uneori ca niște sâni. Comun tuturor acestor forme e perechea de volute la baza evantaiului - care constituie caracteristicile definitorii ale palmetei.

## Evoluție
Se crede că palmeta își are originea în Egiptul antic în jurul anului 2.500 de ani î.Hr., și a influențat arta greacă.  Palmetele egiptene (anthemia greacă) s-au bazat inițial pe trăsături ale diferitelor flori, inclusiv papirusul și lotusul sau crinul reprezentând Egiptul de jos și pe cel de sus și unirea lor fertilă, înainte ca ea să fie asociată cu palmierul.  Din cele mai vechi timpuri a existat o asociere puternică cu soarele și e probabil o formă timpurie a aurei.  Printre cele mai vechi forme de palmetă din Egiptul antic se număra o „rozetă” sau o floare de lotus asemănătoare margaretei care ieșea dintr-un „V” de frunziș sau petale asemănătoare hieroglifei akhet care descrie apusul sau răsăritul soarelui în punctul în care atinge cei doi munți ai orizontului - „murind”, fiind „renăscut” și dând viață pământului.  O a doua formă, aparent dezvoltată din asta, e o palmetă dezvoltată mai complet, similară formelor găsite în Grecia Antică.
A treia e o versiune care constă într-o grămadă de flori de lotus sau papirus pe tulpini înalte, cu un mugur sau floare căzută pe ambele părți, care rezultă dintr-o mlaștină (primară).  Lotusul și papirusul se întâlnesc în asociere cu Hapi, zeul inundației cruciale care dă viață anuală a Nilului, care își leagă tulpinile împreună în jurul unei mese de ofrandă în motivul sema-tawi - el însuși ecou al formelor „akhet”-ului orizontului. Scena asta de unire a apărut pe baza tronului mai multor regi, despre care se credea că păstrează uniunea celor două țări ale Egiptului (cel de jos și cel de sus, dar și fizic și spiritual) și, prin urmare, stăpânesc forțele de reînnoire. Scenele astea „de legare”, și plantele de mlaștină heliotrope care apar în ele, au evocat necesitatea de a discerne și dezvălui armonia subiacentă, originea tuturor formelor manifestate, care reconectează fragmentele dispersate și separate ale experienței de zi cu zi.  Implicația suplimentară este e din această sursă aparent ocultă și magică, nedivizată, iau naștere fertilitatea și viața nouă.

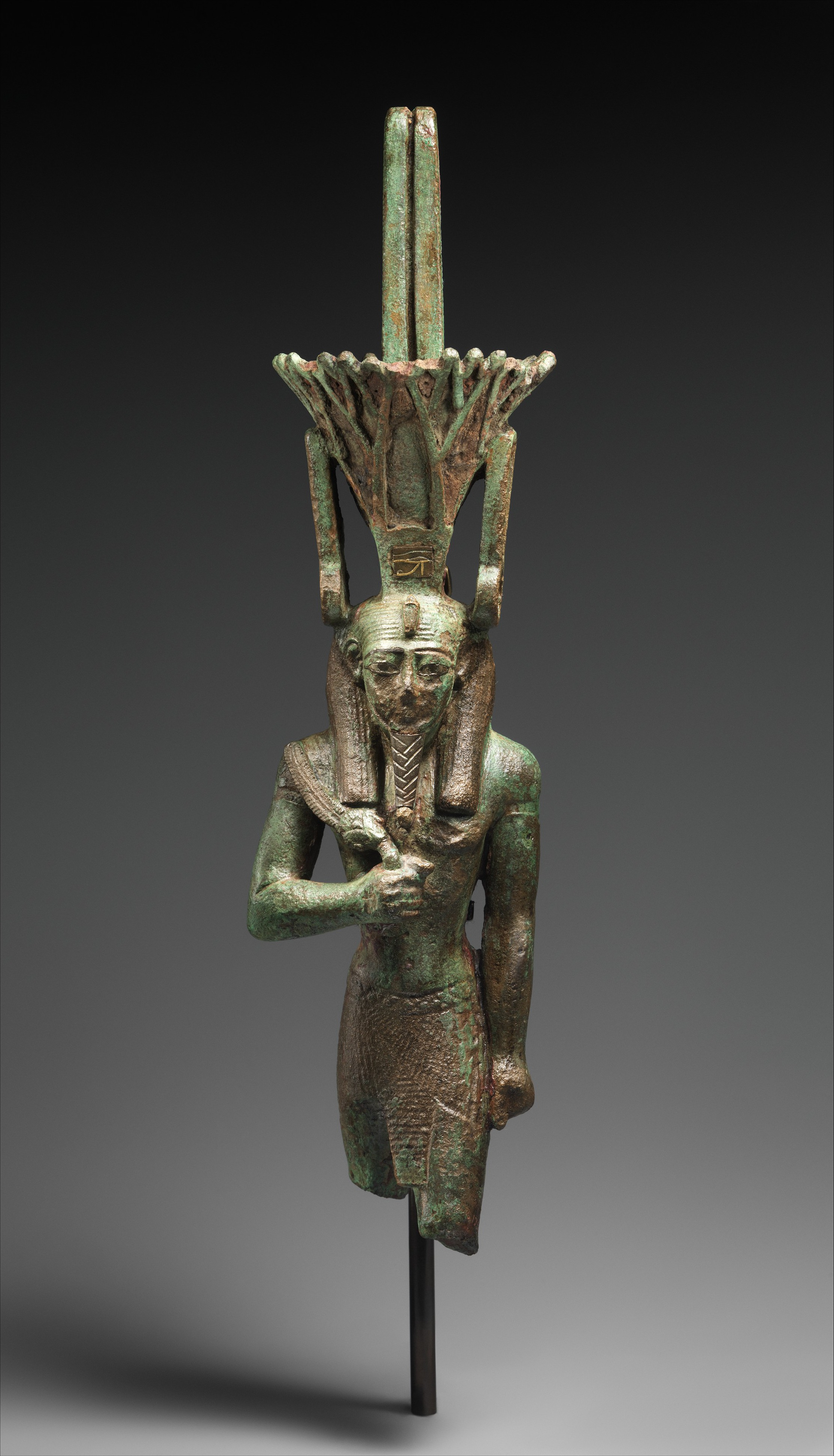
Nefertum, purtând un lotus ca pe o coroană

O altă variantă a motivului e o singură floare de lotus între doi muguri verticali, o ofrandă parfumată preferată. Zeul parfumului, Nefertum, e reprezentat de un astfel de lotus sau e înfățișat purtând un lotus ca o coroană. Lotusul de pe capul lui Nefertum încorporează în mod obișnuit niște „menats” gemene sau contragreutăți de colier (de obicei se spune că reprezintă fertilitatea) atârnând în jos de la baza florii de ambele părți ale tulpinii, amintind de perechea de tulpini simetric căzute din lotus și aglomerări de papirus menționate mai sus.  În mod curios, atunci când sunt descrise pe pereții unui mormânt egiptean și în scenele de grădină formalizate, palmierii de curmale sunt invariabil arătați într-o convenție stilistică similară, cu un grup de curmale atârnând pe ambele părți sub coroană în aceeași poziție. Legătura dintre grupurile astea agățate și volutele paletei e vizual clară, dar rămâne inexplicită. Răsăritul și apusul soarelui, și deschiderea și închiderea lotusului sunt legate de legenda lui Osiris de zi și noapte, viață și moarte și calvarul nocturn al soarelui apus ca să fie înghițit de zeița cerului nopții Nut, ca să treacă prin Duat („lumea de dincolo”) și să se nască din nou în fiecare dimineață. Plantele descrise cu acest evantai solar de frunze sau petale și „înconjurate” de perechi de flori care atârnă, muguri sau ciorchini de fructe par să emuleze și să participe la ciclul sacrificial al soarelui de moarte și renaștere, și indică lecțiile pe care le ține pentru omenire. Probabil că modelul care stă la baza tuturor acestor forme fertile, ecou al perucii cu coane de vacă și volute de sistru ale zeiței maternității Hathor, a fost uterul, cu grupurile de ovare gemene. Când soarele renaște dimineața, se spune că se naște din pântecele lui Nut. Formele de palmete stilizate ale lotusului și papirusului care prezintă rozeta solară sau roata margaretă care ies din volutele caliciului sunt acte magice similare ale „akhetului” - acest moment sacru al creației îmbunătățite, actul de a transcende sau de a depăși forma muritoare a cuiva și „ieșirea de zi” ca o formă de viață akh sau superioară, înaripată, strălucitoare, atotcuprinzătoare și atotvăzătoare.
Majoritatea primelor forme egiptene ale motivului apar mai târziu în Creta, Mesopotamia, Asiria și Persia Antică, inclusiv lotusul și marginea cu muguri. Sub forma de palmetă care apare cel mai frecvent pe ceramica greacă, adesea intercalată cu scene și fapte eroice, același motiv e legat într-o linie exterioară în formă de frunze sau de muguri de lotus. Se observă că linia exterioară a evoluat dintr-o friză alternativă de lotus stilizat și palmetă. Lucrul ăsta anticipează forma pe care a luat-o de obicei - de la sculptura renascentistă până la fântânile baroce - a interiorului unei jumătăți de scoici, în care frunzele de palmier au devenit evantaiul cochiliei iar volutele rămân la convergența evantaiului. Aici forma a fost asociată cu Venus sau Neptun și a fost în mod obișnuit flancată de o pereche de delfini sau a devenit un vehicul tras de cai de mare.  Mai târziu, această linie exterioară circulară sau ovală a devenit un motiv în sine, formând o formă de C deschisă, cu cele două volute în creștere la vârfuri. O mulțime de mobilă barocă și rococo, stucaturi sau lucrări din fier forjat de porți și balcoane sunt alcătuite din combinații mereu variate, de volute în formă de C, fie pe cont propriu, spate în spate, fie în sprijinul palmetelor pline.

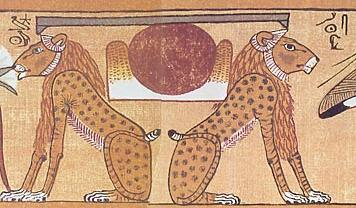
Hieroglifa akhet a orizontului străjuit de gemenii lei ai lui Aker
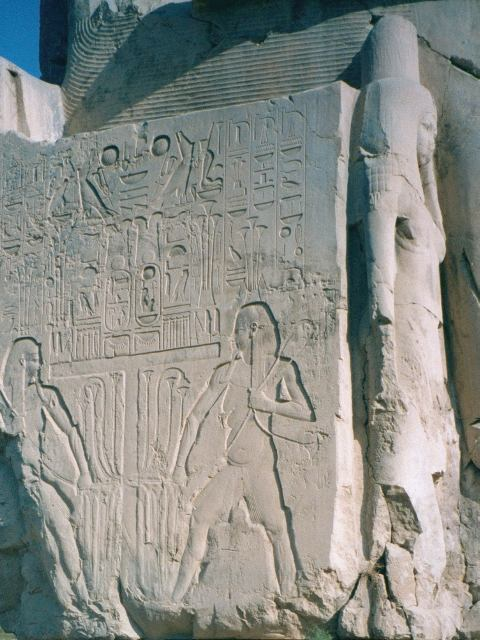
Hapi, zeul inundației Nilului: făcând ofrande și asigurându-se că Egiptul de Sus și cel de Jos rămâne unificat, faraonul ajută garantând că potopul anual al Nilului o să reapară

## Arhitectura clasică

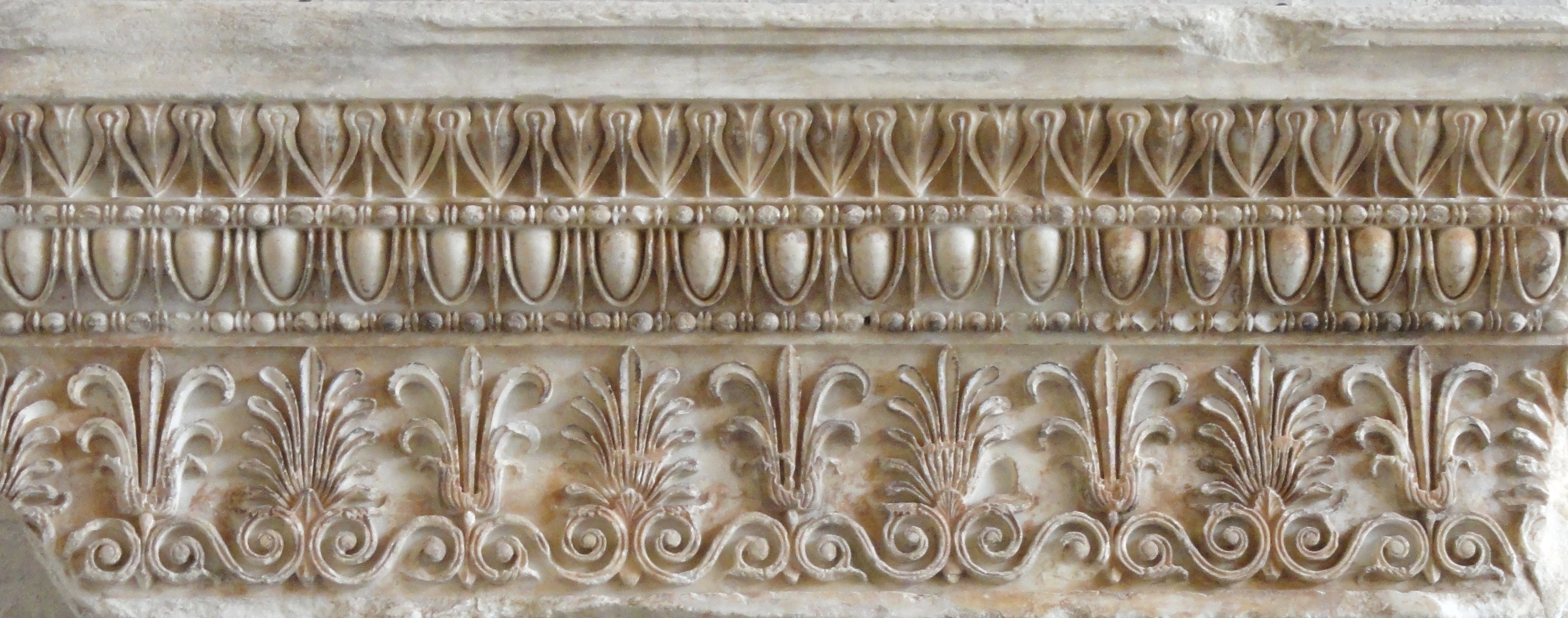
Friză ionică a Erehteionului din Atena, 421–406 î.Hr., acum în Gliptoteca din München (Germania)

Ca motiv ornamental găsit în arhitectura clasică, palmeta și anthemionul iau multe și variate forme. În mod obișnuit, partea superioară a motivului constă din cinci sau mai multe frunze sau petale care se ridică ritmic în sus de la o singură sursă triunghiulară sau în formă de pastilă la bază.  În unele cazuri, fructele asemănătoare fructelor unui palmier atârnă de ambele părți deasupra bazei și sub frunzele cele mai joase. Partea inferioară e formată dintr-o pereche simetrică de volute elegante în formă de „S” care se învârt în lateral și în jos de la baza frunzelor. Partea superioară amintește creșterea puternică a frunzelor și a florilor, în timp ce volutele părții inferioare par să sugereze atât contribuirea energiilor fertile, cât și a fructelor rezultate. E adesea prezent pe gâtul capitelului coloanelor ionice; cu toate astea, la capitelul coloanei corintice, ia forma unui „fleuron” sau a unei flori care se sprijină pe abaca (cea mai înaltă placă) a capitelului și izvorăște dintr-o pereche de volute care, în unele versiuni, dau naștere volutelor elaborate și acantelor capitelului.

### Combinații botanice

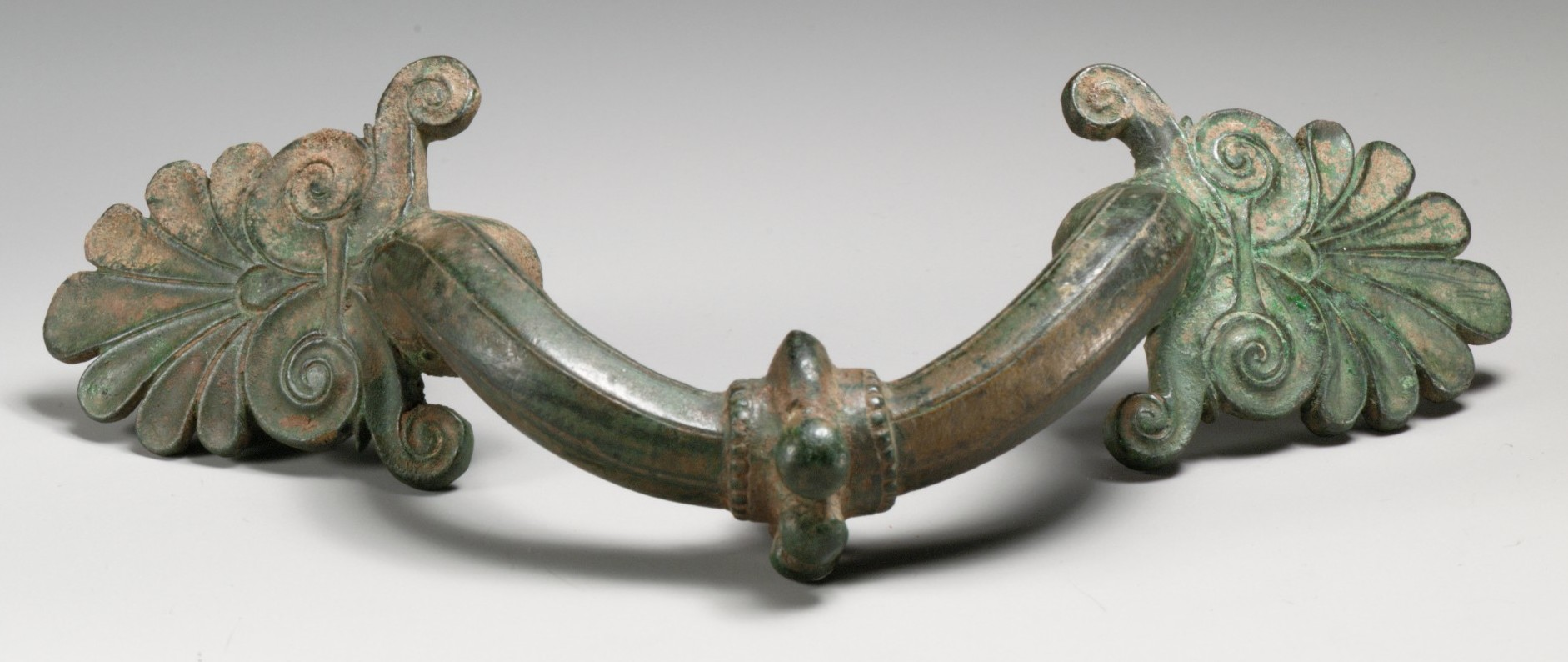
Mâner grec antic de bronz al unei hidrii (vas pentru apă), decorat cu o pereche de palmete, secolul al V-lea î.Hr. timpuriu

Conform lui Boardman, chiar dacă frizele de lotuși sau cele de palmete erau cunoscute în Mesopotamia cu secole înainte, combinația nefirească a diferitelor elemente botanice care nu au nicio relație în sălbăticie, cum ar fi palmeta, lotusul și uneori rozeta, 3 o inovație pur grecească, care a fost apoi adoptată pe o scară geografică foarte largă în toată lume elenistică.

### „Palmetele flăcără” elenistice

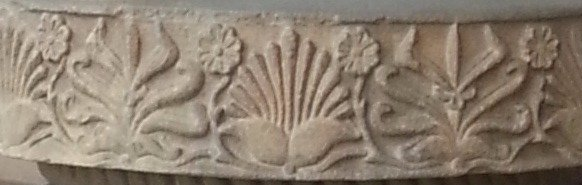
„Palmetele flăcără” în jurul unui lotus, pe Capitelul Rampurva cu taur, din India, secolul al III-lea î.Hr.

Din secolul al V-lea, palmetele au avut tendința de a avea frunze ascuțite. Cu toate astea, din secolul al IV-lea, capătul frunzelor tinde să se întoarcă, formând ceea ce se numește designul „palmetă flacără”. Ăsta e designul care a fost adoptat în arhitectura elenistică și a devenit foarte popular pe o scară geografică largă. Acesta este designul adoptat de India în secolul al III-lea î.Hr. pentru unele dintre frizele sale sculpturale, cum ar fi pe abacele Stâlpilor lui Așoka sau designul central al capitelului Pataliputra, probabil prin Imperiul Seleucid sau orașe elenistice, ca Ai-Khanoum.

### Folosire
În arhitectura clasică, motivul a avut folosiri specifice, ca:
1. fețele antefixelor,
2. acrotere,
3. porțiunea superioară a stelei sau a pietrelor funerare verticale, și
4. gâtul coloanelor ionice ale Erehteionului și continuarea sa ca o friză decorativă pe pereți.

## Variante și motive asemănătoare

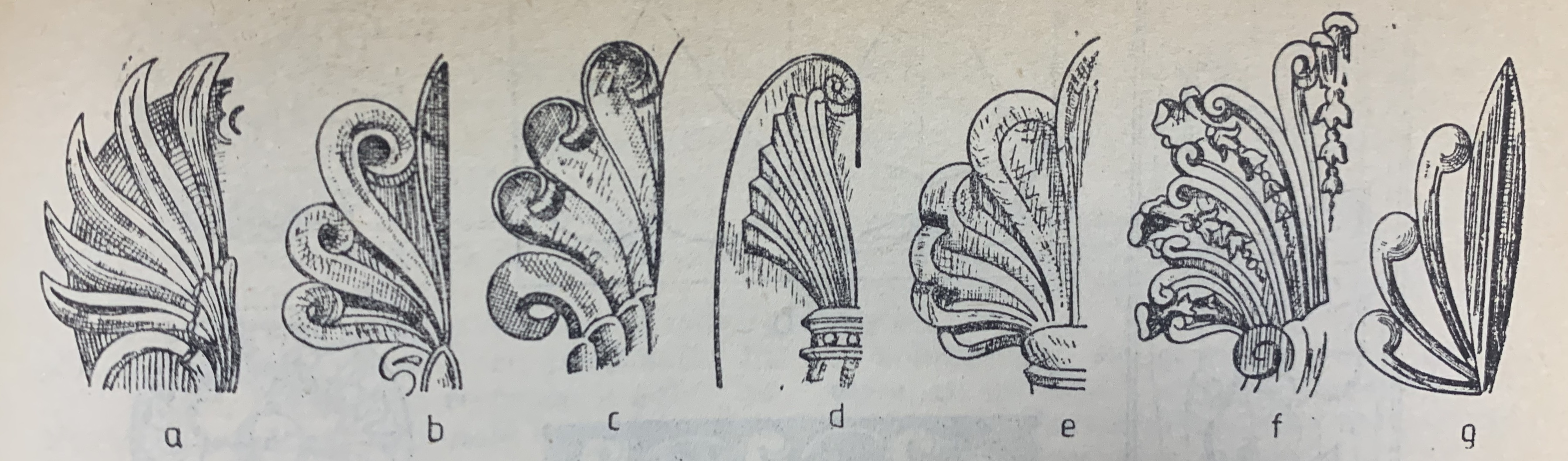
Cronologie a palmetelor în diferite stiluri, fiecare fiind notată cu o literă: a-greacă; b, c-romană; d-bizantină; e-renascentistă; f-barocă; și g-Empire

Palmeta este legată de o serie de motive în diferite culturi și perioade. În Egiptul Antic, existau motive de palmetă atât ca formă de floare, cât și ca arbore stilizat, denumit adesea Copacul Vieții. Alte exemple din Egiptul antic sunt modelele de flori de lotus alternate și muguri, discul înaripat al lui Horus cu perechea sa de șerpi ureus, Ochiul lui Horus și stela comemorativă cu vârf curbat. În versiunile asiriene ulterioare ale Copacului Vieții, aripile de șoim cu pene ale discului înaripat egiptean s-au asociat cu frunzele palmierului.  Flori de lotus și margini de muguri similare, strâns asociate cu palmete și rozete, au apărut și în Mesopotamia. Se pare că există o echivalență între coarnele creaturilor cu coarne, aripile ființelor înaripate incluzând îngeri, grifoni și frincși și atât evantaiul, cât și volutele palmetei; există, de asemenea, o formă „V” subiacentă în fiecare dintre aceste forme, care este paralelă cu asocierea palmetei în sine cu victoria, energia și optimismul.

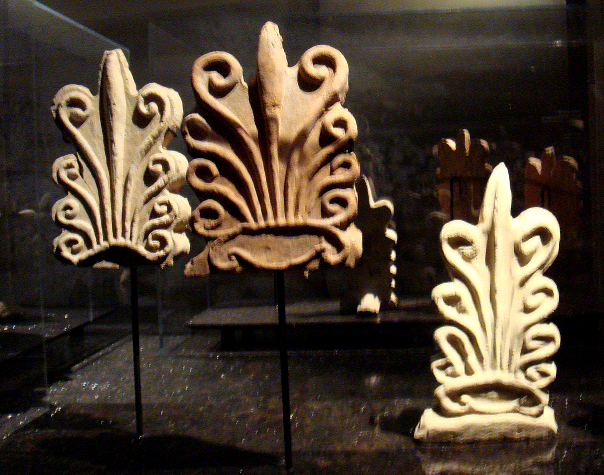
Câteva antefixe cu „palmete flacără”, Ai Khanoum (Afganistan), secolul al II-lea î.Hr.

O reprezentare a lui Nike, zeița înaripată a victoriei, de pe un vas atică din secolul al VI-lea î.Hr., arată cum se celebrează jertfa de sacrificiu la care face referire altarul volutat și cu flăcări, aripile zeiței și victoria fiind celebrate, toate rezonând cu aceleași asociații multiple subiacente purtate în formele componente ale motivului palmetei. Forme asemănătoare se găsesc la discul înaripat și la copacii sacri din Mesopotamia, bagheta caduceului lui Hermes, omniprezentele volute ale scoicilor din nișele sculpturale renascentiste, originare de la sarcofagele grecești și romane, copiat deasupra arcurilor teatrale ale avanscenelor, și pe uși, ferestre, porți din fier forjat și balcoane ale palatelor și caselor; ferestrele din lunete asemănătoare cu scoici deasupra ușilor în arhitectura georgiană gul-ul și buta de pe covoarele și textile din Asia Centrală, tridentul lui Neptun/Poseidon, atât tridentul, cât și lingamul lui Shiva, marcajele de borne în formă de petale de lotus the 'bai sema' ale templului interior thailandez, muntele lui Vishnu, Garuda, fulgerul vajra, bozduganul de diamant sau bijuteria iluminării din lotusul din Tibet și Asia de Sud-Est, motivele norilor și liliecilor și ruyi sau sceptrului ju-i și lingzhi sau ciuperca longevității tradiției chineze. Atât ca o formă a lotusului care se ridică din mlaștini ca să atingă soarele, cât și ca un copac (palmier) care ajunge de la pământ la cer, palmeta poartă caracteristicile de axis mundi sau copacul lumii. Fleur de lis-ul, care a devenit o emblemă puternică și enigmatică a dreptului divin al regilor, despre care se spune că a fost acordată regilor francezi timpurii de către un înger, a evoluat în Egipt și Mesopotamia ca o variantă a palmetei.

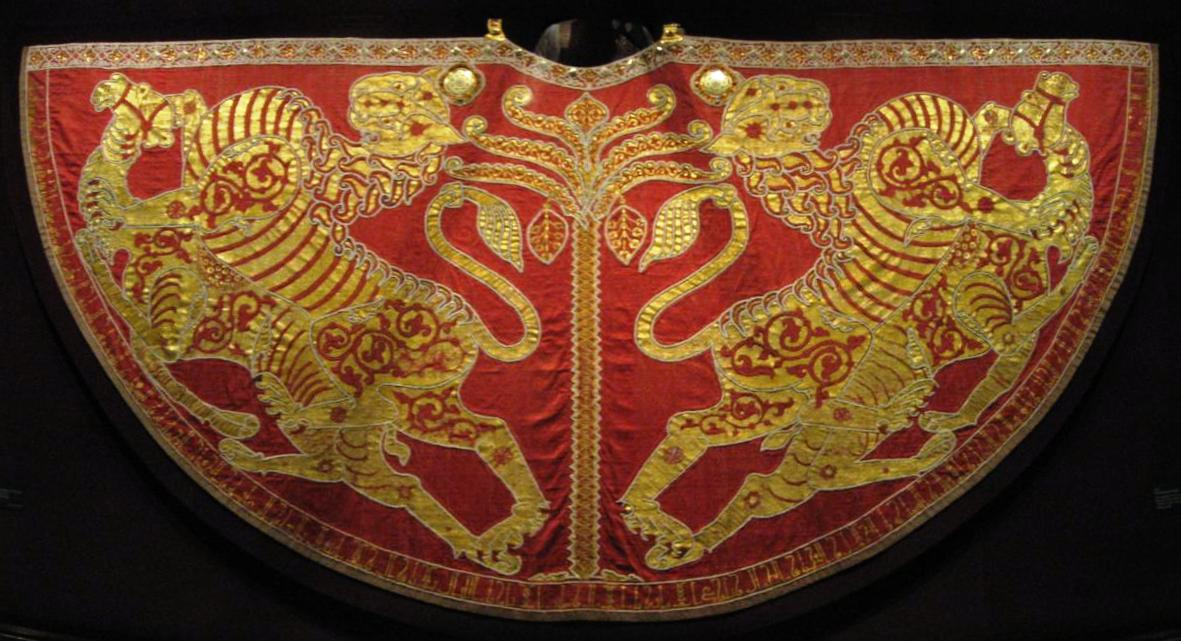
Pelerina de încoronare a Sfinților Împărați Romani (Viena; Trezoreria imperială)

În mod similar, de la începutul secolului al XIII-lea până în 1806, dreptul divin al Sfinților Împărați Romani a fost conferit prin investitură în Regalia Sfântului Imperiu Roman, care a inclus pelerina de încoronare care afișa leii gemeni (amintind leii gemeni ai lui Aker de mai sus) păzind palma în forma unui copac al vieții, cu cei doi ciorchini de fructe.
Se crede că Irminsul-ul, stâlpul sacru al saxonilor și echivalentul Yggdrasil-ului scandinav, o altă versiune a copacului lumii, și-a luat forma palmetei sub influența galo-romană.
Chiar și porțile grădinilor obișnuite din suburbiile occidentale sunt acoperite cu perechi aproape identice de volute, aparent derivate din motivele asociate cu akhet și palmeta, inclusiv soarele înaripat și discul soarelui flancat cu o pereche de ochi. Porțile curților bisericilor, mormintele și pietrele funerare poartă motivul de mai multe ori în diferite forme.
Anthemionul e, de asemenea, marca de monetărie a Monedei Greciei și e reprezentat pe toate monedele euro grecești destinate circulației, precum și în toate monedele colecționarilor grecești.

## Galerie

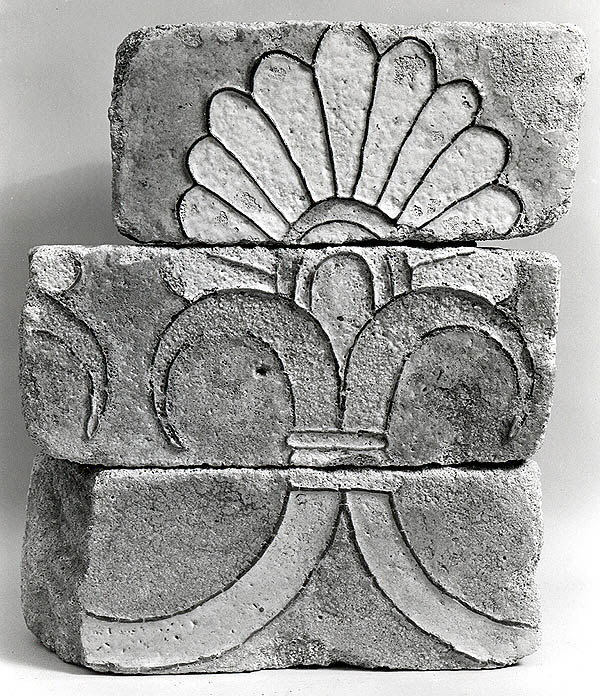
Poză alb-negru cu niște cărămizi ahemenide de ceramică glazurată cu o palmetă, circa secolele al VI-lea-al IV-lea î.Hr., în Muzeul Metropolitan de Artă, New York
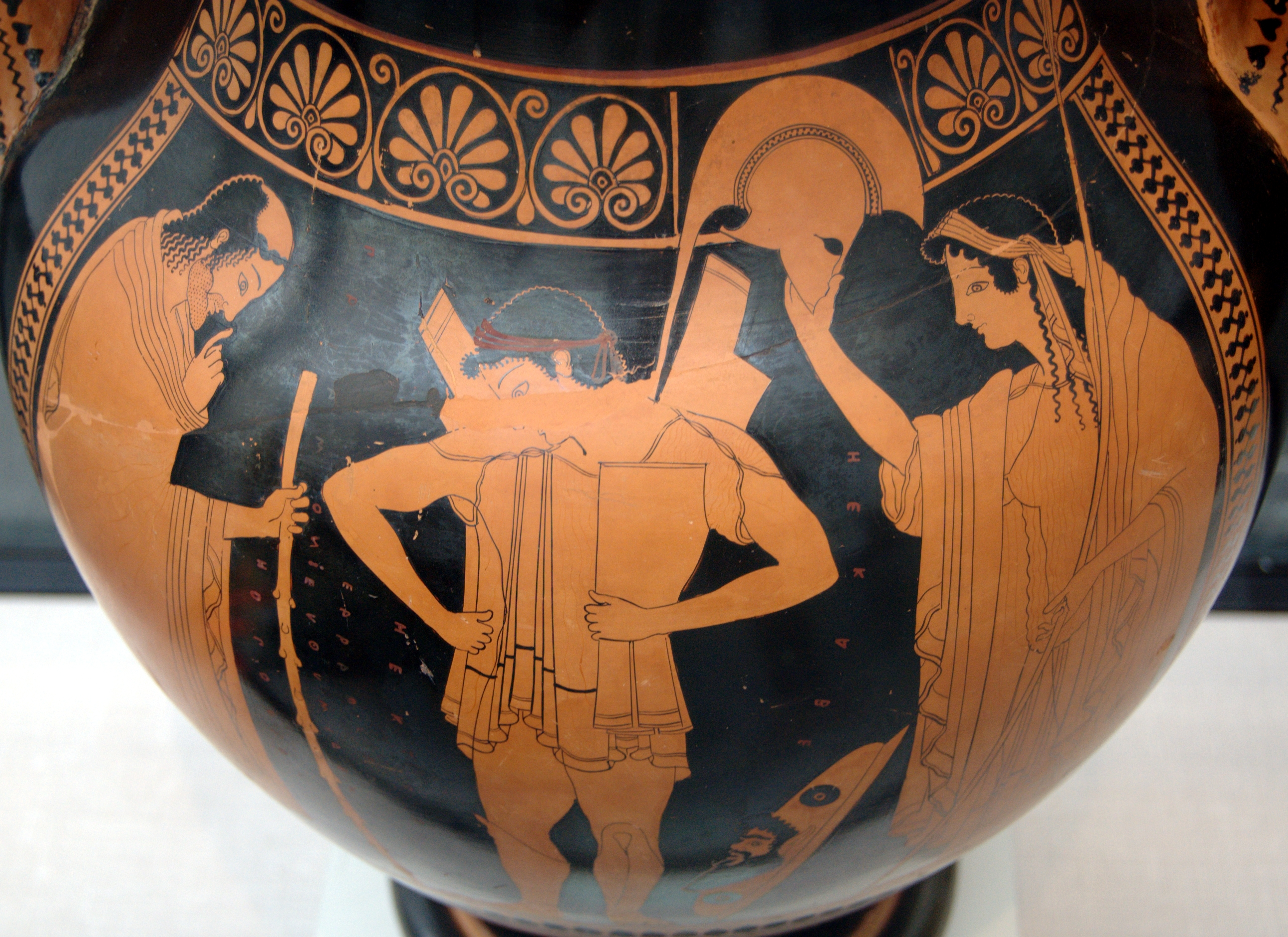
Bandă de palmete pe un vas grec antic, circa 510 î.Hr., în Staatliche Antikensammlungen, München, Germania
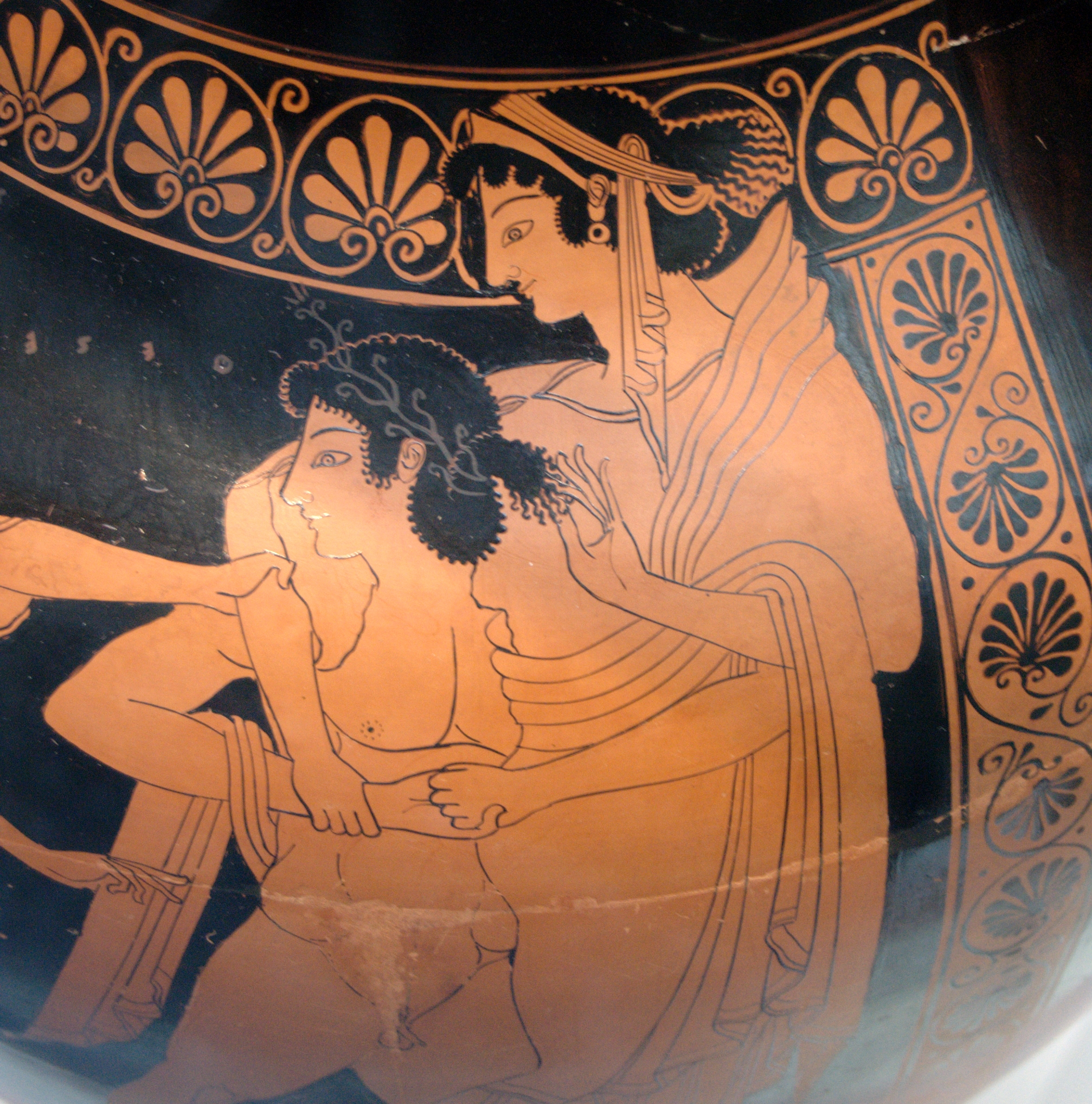
Două benzi de palmete (una orizontală și una verticală) pe un vas grec antic, circa 510 î.Hr., în Staatliche Antikensammlungen
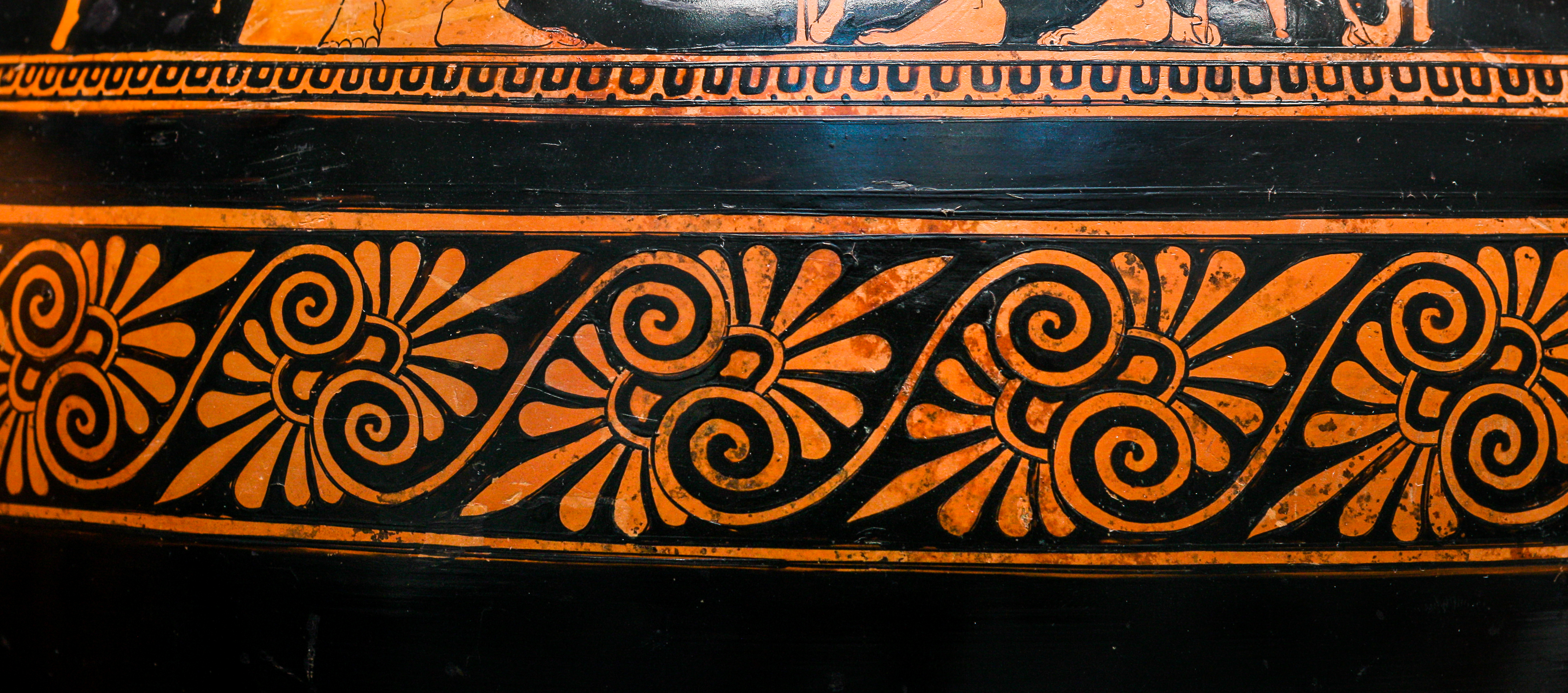
Bandă de palmete pe un vas grec antic, circa 510-470 î.Hr., în Staatliche Antikensammlungen
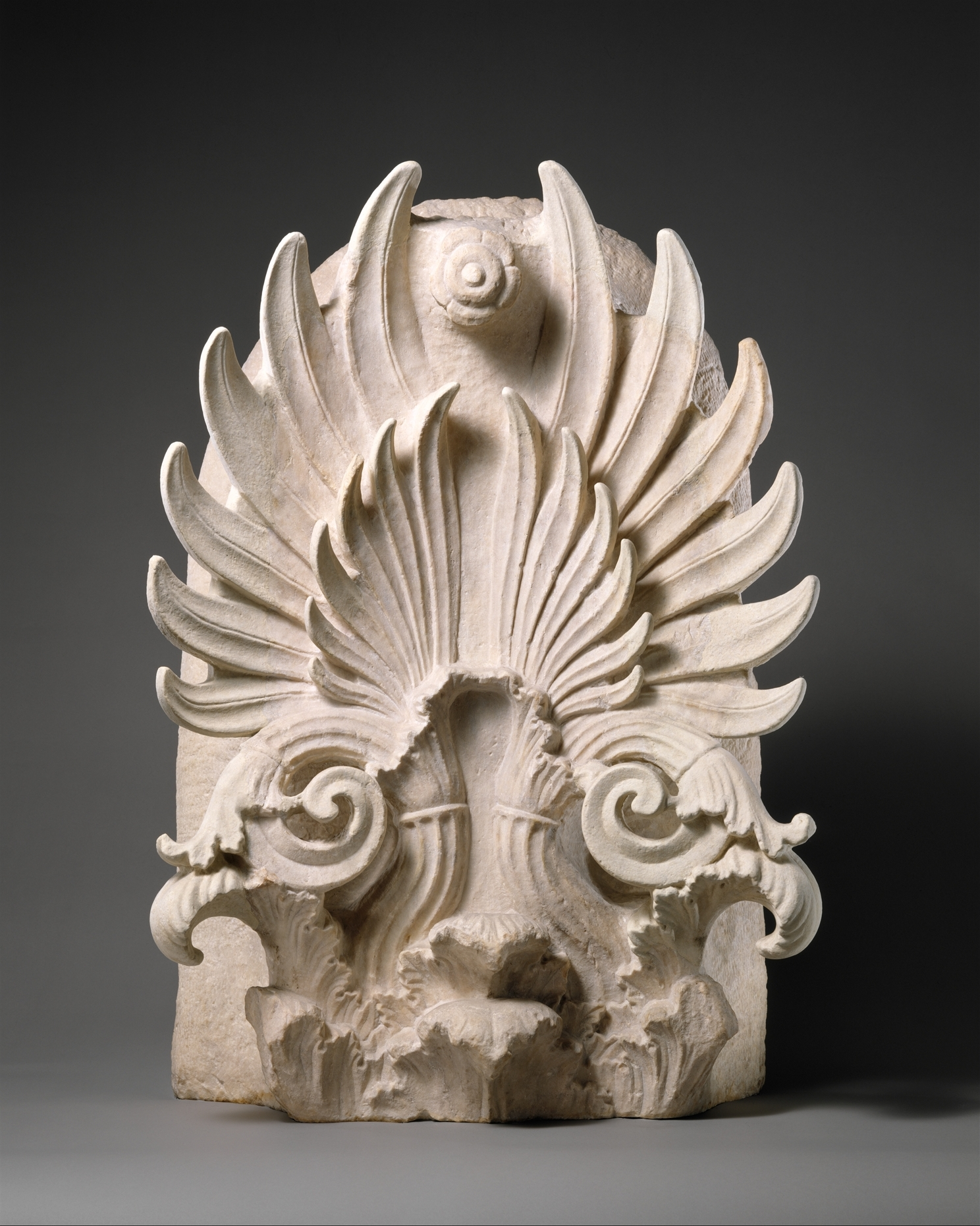
Acroteră greacă antică de marmură decorată cu o palmetă dublă, circa 350–325 î.Hr., în Muzeul Metropolitan de Artă
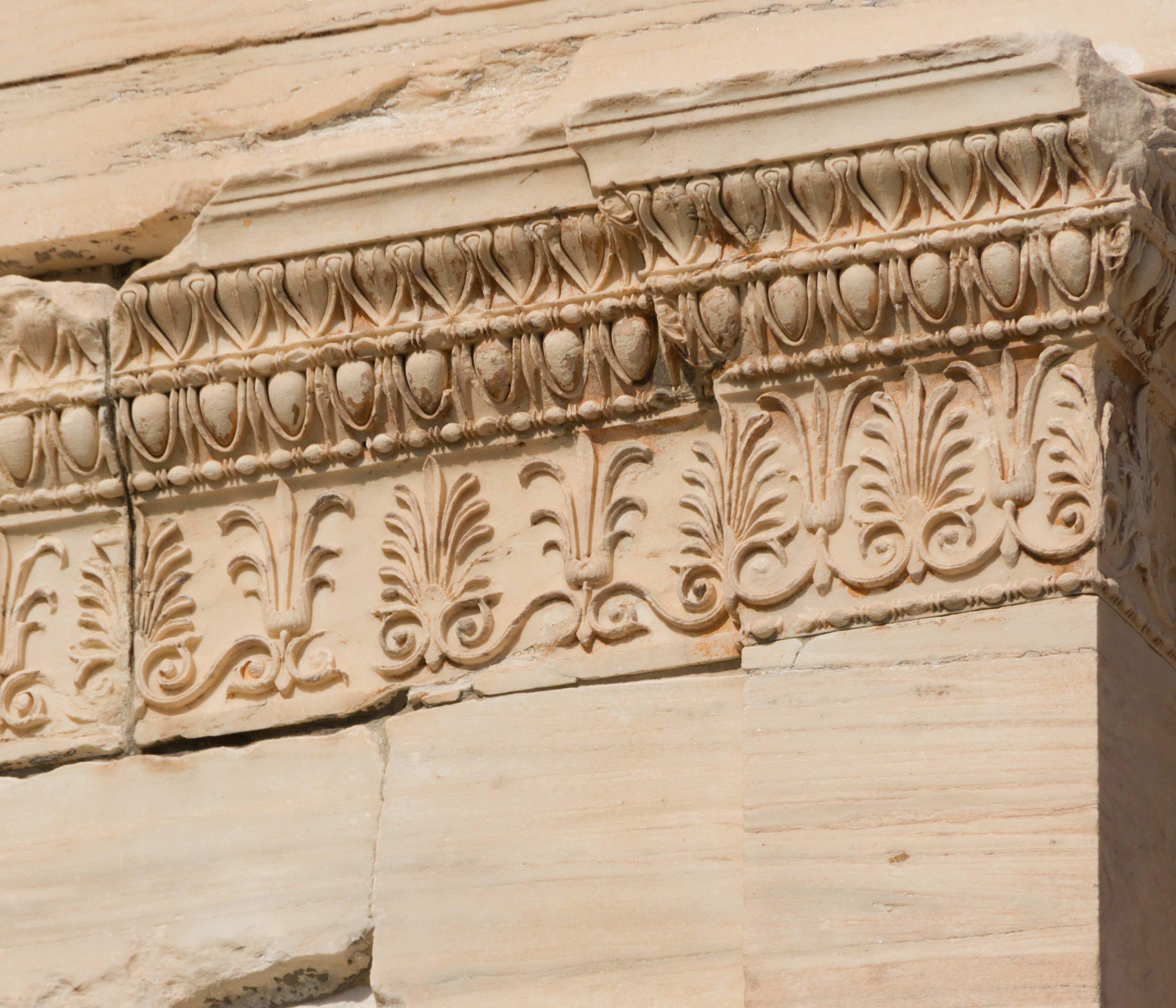
Detaliu al unei frize ionice a Erehteionului din Acropola Ateniană
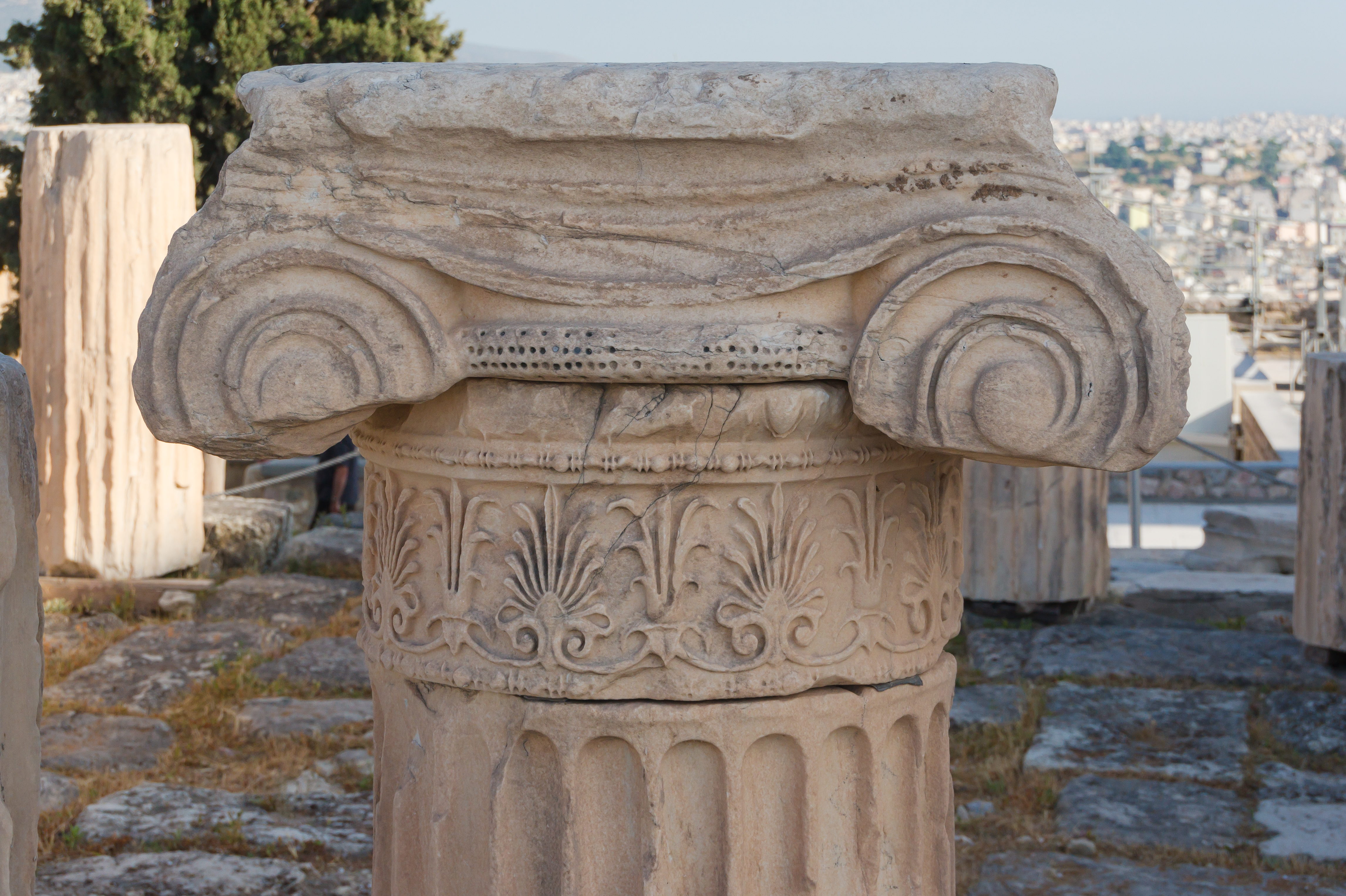
Capitel al unei coloane ionice a Erehteionului, cu o bandă de palmete sub el
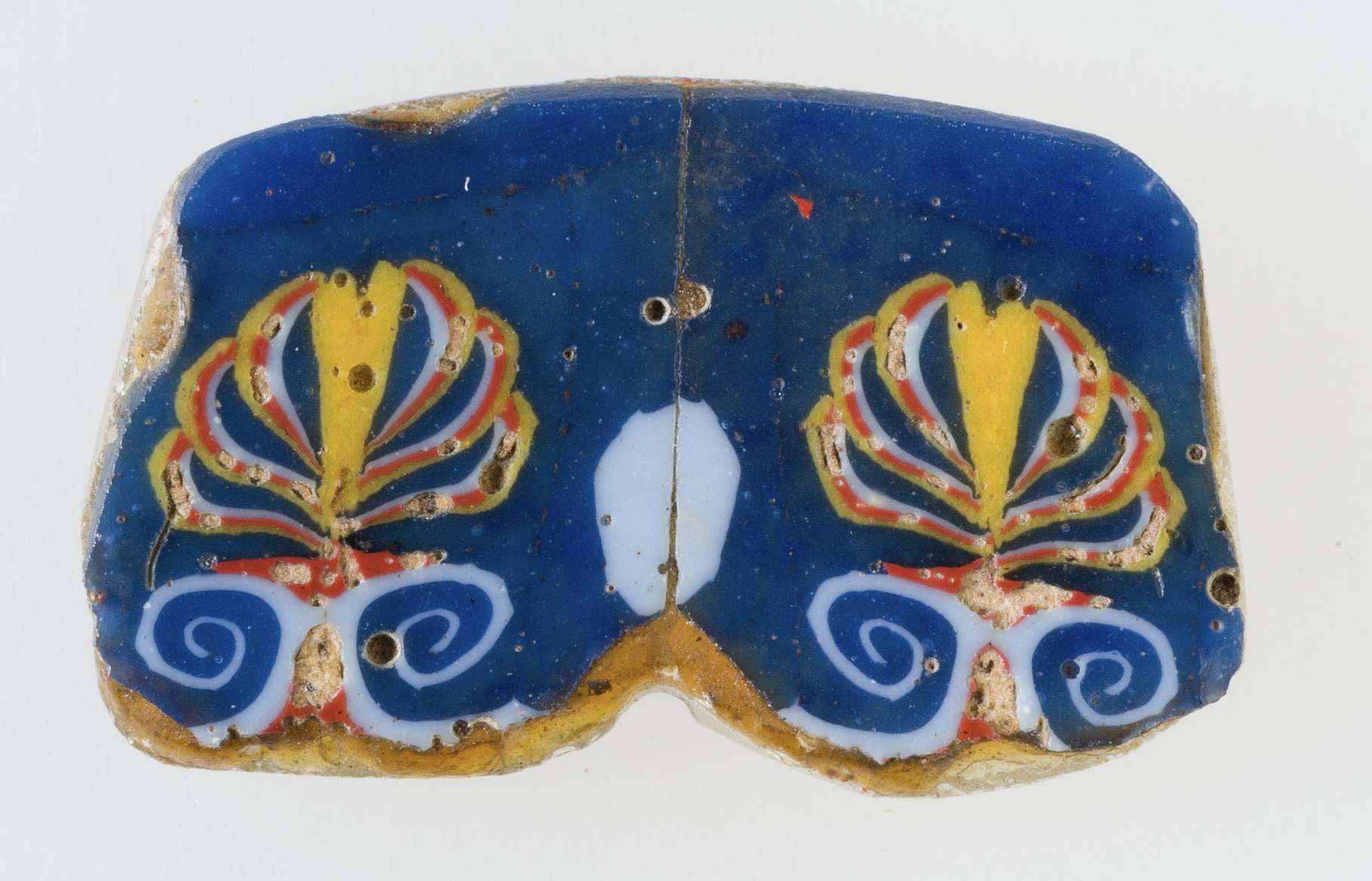
Intarsie ptolemeică de sticlă cu două palmete, 100 î.Hr.–100 d.Hr., în Muzeul Metropolitan de Artă
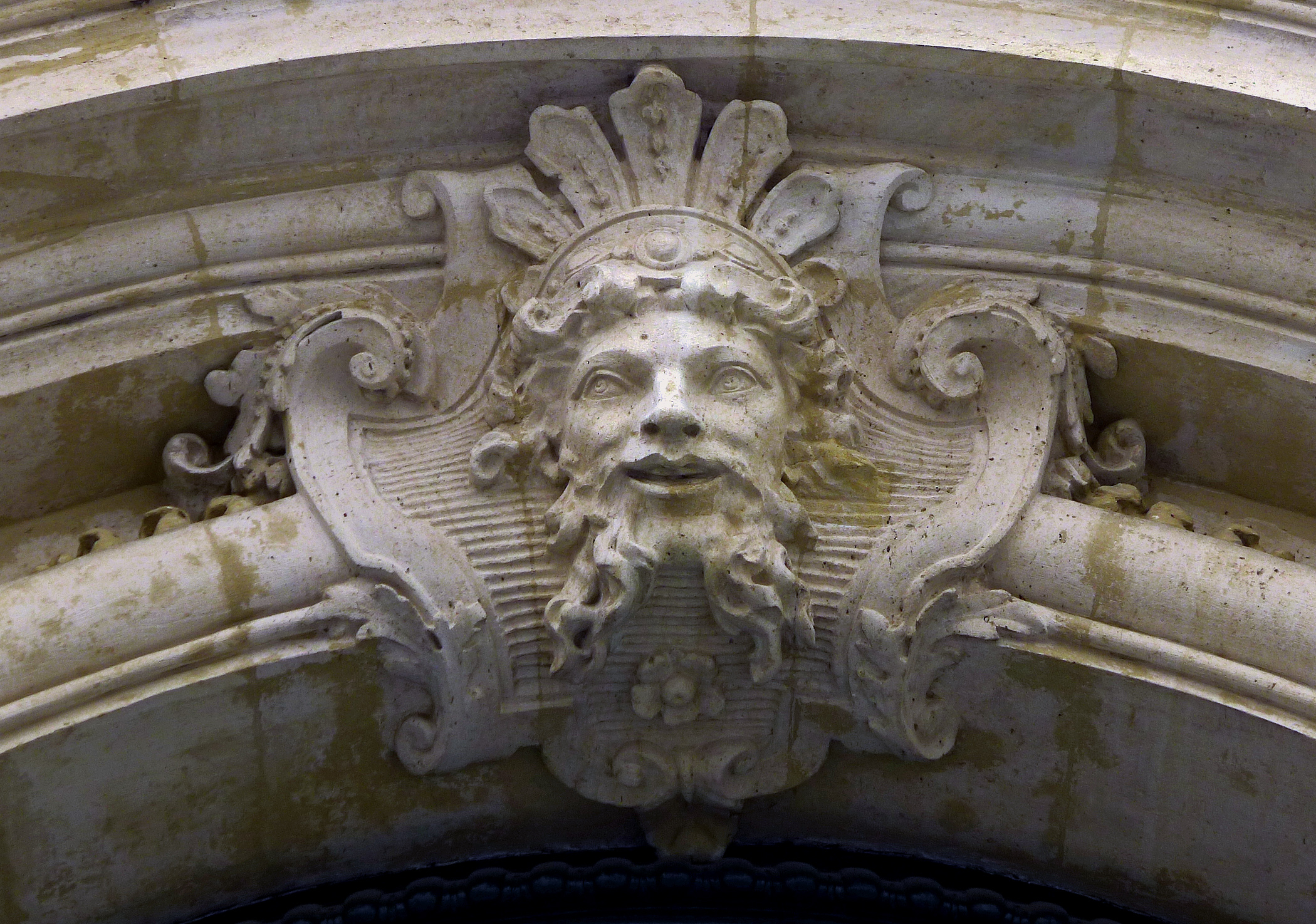
Mascaron cu o palmetă barocă deasupra, pe fațada Hôtelului d'Aubray, Paris
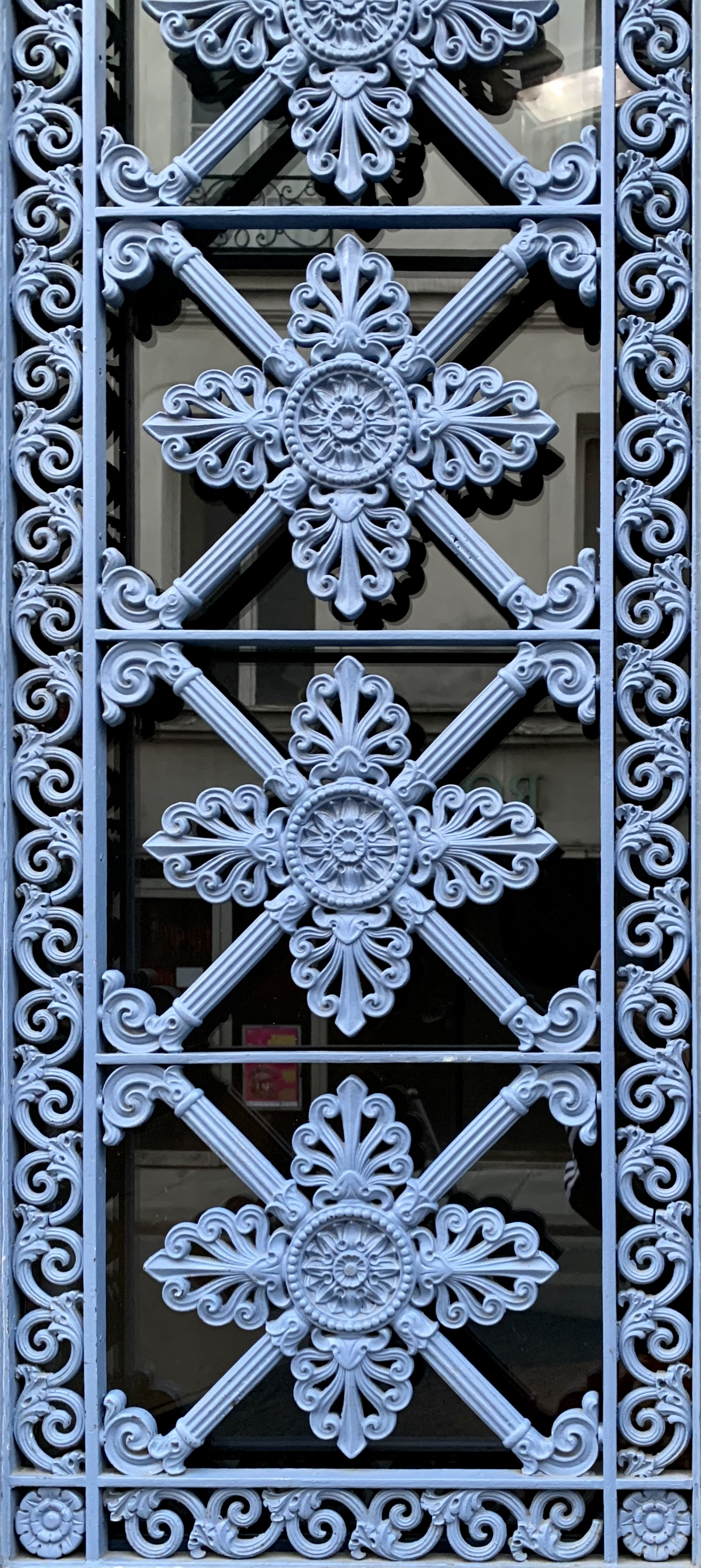
Grilaj neoclasic al ușii de la Rue de Cléry nr. 29, Paris
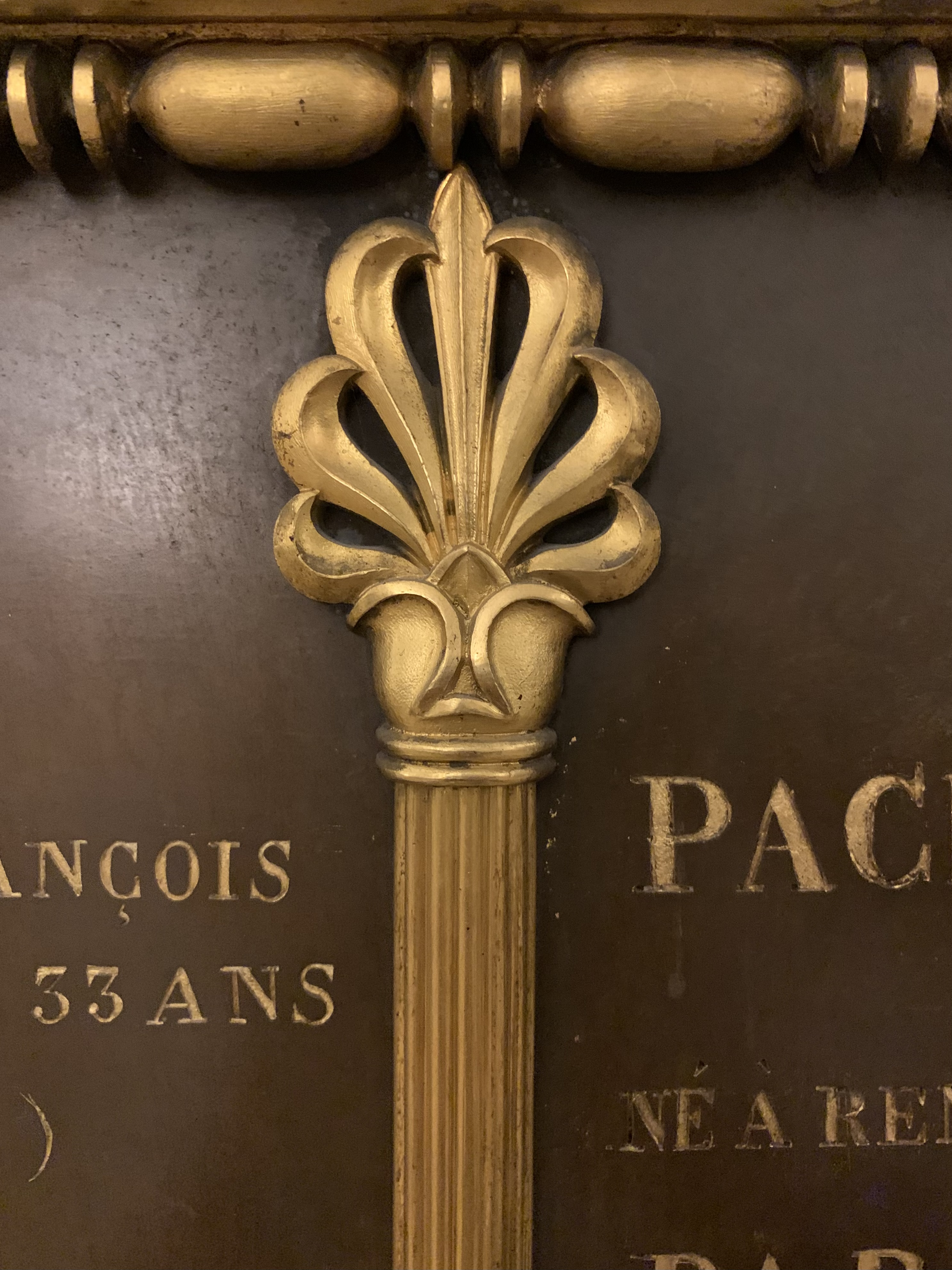
Palmetă neoclasică de metal pe un tabel din Panteon, Paris
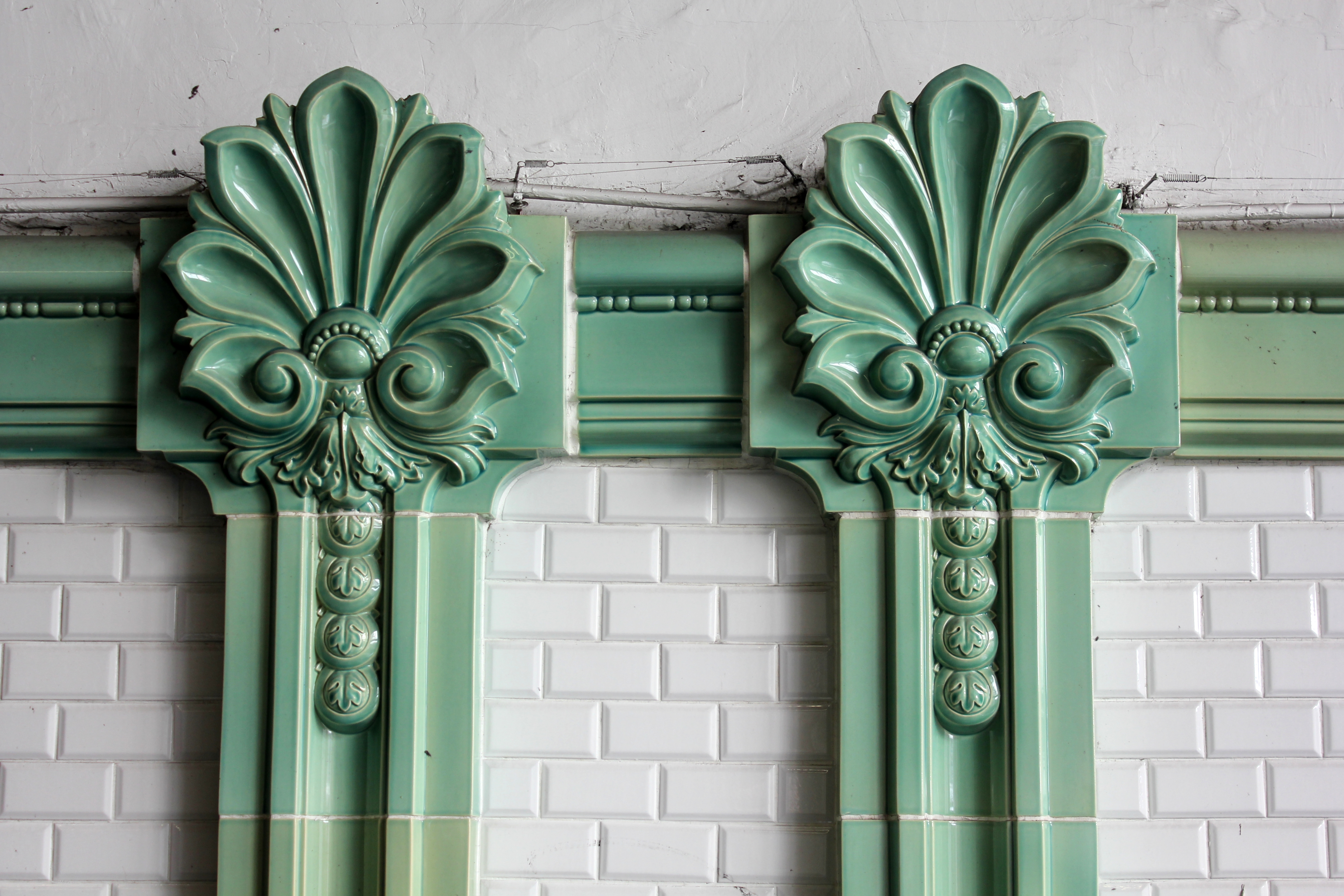
Palmete de ceramică în stația de metrou Gare d'Austerlitz, Paris